# Superligaen 2008-2009
La Superligaen 2008-2009 è stata la 96ª edizione della massima serie del campionato di calcio danese e 19ª come Superligaen, disputata tra il 20 luglio 2008 e il 31 maggio 2009 e conclusa con la vittoria del FC København, al suo settimo titolo.

## Formula
La squadra campione parteciperà alla UEFA Champions League 2009-2010. La seconda e la terza classificata parteciperanno alla Coppa UEFA 2009-2010.

## Squadre Partecipanti
| Squadra         | Posizione nell'ultimo campionato    | Prima stagione in massima divisione | Presente nella massima divisione dal |
| --------------- | ----------------------------------- | ----------------------------------- | ------------------------------------ |
| AaB             | 1°                                  | 1928-29                             | 1987                                 |
| AC Horsens      | 5°                                  | 1929-30                             | 2005-06                              |
| AGF             | 10°                                 | 1918-19                             | 2007-2008                            |
| Brøndby IF      | 8°                                  | 1982                                | 1982                                 |
| Esbjerg fB      | 7°                                  | 1928-29                             | 2001-02                              |
| F.C. Copenhagen | 3°                                  | 1992-93                             | 1992-93                              |
| Midtjylland     | 2°                                  | 2000-01                             | 2000-01                              |
| FC Nordsjælland | 9°                                  | 2002-03                             | 2002-03                              |
| OB              | 4°                                  | 1927-28                             | 1999-00                              |
| Randers FC      | 6°                                  | 1941-42                             | 2006-07                              |
| SønderjyskE     | 2° in 1ª Divisione Danese 2007-2008 | 2000-2001                           | 2008-09                              |
| Vejle Boldklub  | 1° in 1ª Divisione Danese 2007-2008 | 1940-41                             | 2008-2009                            |

### Classifica Finale
|  |     | Classifica 2008-09 | Pti | G  | V  | N  | P  | GF | GS | DR  |
|  | --- | ------------------ | --- | -- | -- | -- | -- | -- | -- | --- |
|  | 1.  | Copenaghen         | 74  | 33 | 23 | 5  | 5  | 67 | 26 | +41 |
|  | 2.  | Odense             | 69  | 33 | 21 | 6  | 6  | 65 | 31 | +34 |
|  | 3.  | Brøndby            | 68  | 33 | 21 | 5  | 7  | 55 | 31 | +24 |
|  | 4.  | Midtjylland        | 55  | 33 | 16 | 7  | 10 | 55 | 46 | +9  |
|  | 5.  | Randers            | 46  | 33 | 9  | 13 | 9  | 52 | 50 | +2  |
|  | 6.  | Aarhus             | 45  | 33 | 13 | 6  | 14 | 39 | 44 | -5  |
|  | 7.  | Aalborg            | 39  | 33 | 9  | 12 | 12 | 40 | 49 | -9  |
|  | 8.  | Nordsjælland       | 35  | 33 | 9  | 8  | 16 | 44 | 53 | -9  |
|  | 9.  | Esbjerg            | 32  | 33 | 7  | 11 | 15 | 32 | 41 | -9  |
|  | 10. | SønderjyskE        | 28  | 33 | 5  | 13 | 15 | 30 | 56 | -26 |
|  | 11. | Vejle              | 25  | 33 | 4  | 13 | 17 | 30 | 59 | -29 |
|  | 12. | Horsens            | 24  | 33 | 5  | 9  | 20 | 35 | 58 | -23 |

### Classifica Marcatori
|  | 16 |  | Marc Nygaard      | Randers      |  |  |  |  |  |  |
|  | 15 |  | Morten Nordstrand | Copenaghen   |  |  |  |  |  |  |
|  | 15 |  | Frank Kristensen  | Midtjylland  |  |  |  |  |  |  |
|  | 12 |  | Peter Utaka       | Odense       |  |  |  |  |  |  |
|  | 12 |  | Macena            | Horsens      |  |  |  |  |  |  |
|  | 11 |  | Martin Bernburg   | Nordsjælland |  |  |  |  |  |  |

## Verdetti
- Copenaghen Campione di Danimarca 2008-2009
- Copenaghen ammesso al 3º turno preliminare della UEFA Champions League 2010-11.
- Odense ammesso al 2º turno preliminare della UEFA Europa League 2010-11.
- Brøndby ammesso al 3º turno preliminare della UEFA Europa League 2010-11.
- Vejle e  Horsens retrocesse in B PFG.